# ويليام ر. مور
ويليام ر. مور (بالإنجليزية: William R. Moore)‏ هو لاعب كرة قدم أمريكية أمريكي، ولد في 14 ديسمبر 1922 في بيتسبرغ في الولايات المتحدة، وتوفي في 14 ديسمبر 2011 في بالم بيتش غاردنز في الولايات المتحدة.

## وصلات خارجية
- ويليام ر. مور على موقع مرجع كرة القدم المحترفة.كوم (الإنجليزية)